# Tanameer
Het Tanameer is het grootste meer van Ethiopië en het hoogstgelegen meer van Afrika. Het meer is gelegen in het noordwesten van het Ethiopisch Hoogland en is de bron van de Blauwe Nijl. Het meer ligt op een hoogte van 1800 m en heeft een oppervlakte van 3000 km² (84 km lang en 66 km breed). De maximale diepte is 15 m.
De eilanden in het meer worden al zeker 500 jaar bewoond door monniken van de Ethiopisch-orthodoxe Kerk die de schatten van de vroegere Ethiopische keizers en kerkschatten in afgelegen kloosters bewaren. Het grootste eiland is Dek.
Abayameer · Abbemeer · Abijattameer · Afrerameer · Albertmeer · Assalmeer · Awasameer · Bamendjingmeer · Bangweulumeer · Baringomeer · Basakameer · Bittermeren · Cahora Bassa · Chamomeer · Delcommunemeer · Edwardmeer · Fitrimeer · Georgemeer · Guiersmeer · Hajkmeer · Kabambameer · Kabelemeer · Kabwemeer · Karibameer · Kisalemeer · Kitshomponshimeer · Kivumeer · Kokameer · Kyogameer · Lac Rose · Langanomeer · Mai-Ndombemeer · Manantalimeer · Malawimeer · Manyekemeer · Mofwelagune · Mwerumeer · Mweru-Wantipameer · Naivashameer · Nakurumeer · Nassermeer ·   Nyosmeer · Nzilomeer · Shalameer · Tanameer · Tanganyikameer · Tele-meer · Toshkameren · Tshangalelemeer · Tsjaadmeer · Tumbameer · Turkanameer · Upembameer · Victoriameer · Voltameer · Walilupemeer · Zimbambomeer · Ziwaymeer